# Ballycastle Castle
Ballycastle Castle (irisch Caisléan Bhaile an Chaistil) war ein Schloss in Ballycastle, Nordirland. Es bestand bereits zu Lebzeiten von Eoin Mór Tánaiste Mac Domhnaill († um 1427). Im Jahr 1564 erweiterte Somhairle Buidhe Mac Domhnaill den Bau. Ein Jahr später nahm Seán Donnaíleach Ó Néill das Schloss in Besitz. Im Laufe des 17. Jahrhunderts ließ Randal MacDonnell, 1. Earl of Antrim das Schloss abreißen und an selber Stelle ein neues errichten. In den irischen Konföderationskriegen wurde das Gebäude im Jahr 1642 von schottischen Truppen eingenommen und später von den Truppen Oliver Cromwells besetzt. 1665 wurde es an Alexander MacDonnell, 3. Earl of Antrim zurückgegeben. Über die Jahre verfiel es immer stärker, sodass Charles Kirkpatrick, aus Whitehall es 1856 gänzlich abreißen ließ.